# Civry-en-Montagne
Civry-en-Montagne är en kommun i departementet Côte-d'Or i regionen Bourgogne-Franche-Comté i östra Frankrike. Kommunen ligger i kantonen Pouilly-en-Auxois som tillhör arrondissementet Beaune. År 2022 hade Civry-en-Montagne 129 invånare.

## Befolkningsutveckling
Antalet invånare i kommunen Civry-en-Montagne
Referens:INSEE